# 馬加良斯巴拉塔
馬加良斯巴拉塔（葡萄牙語：Magalhães Barata），是巴西的城鎮，位於該國北部，由帕拉州負責管轄，面積325平方公里，海拔高度50米，2010年人口8,115，人口密度每平方公里24.95人。